# Удовлетворение от работы
Удовлетворение от работы — показатель того, насколько человек доволен своей работой. Обычно имеется в виду удовольствие от процесса труда. На удовлетворённость работой влияют разные факторы: стиль и культура управления, вовлечённость в работу, наличие полномочий в принятии решений. Это очень важный показатель, который часто подвергается исследованию. Проведение исследований предполагает опрашивание работников об уровне оплаты труда, степени ответственности, разнообразии рабочих заданий, перспективах карьерного роста, о работе в целом и об отношениях с сотрудниками.

## Определение
Удовлетворение от работы может быть определено как положительное эмоциональное состояние, приобретённое в результате оценки работы, эмоциональной реакции на работу и на положение на работе.

## Первичные факторы, влияющие на удовлетворенность
Результаты исследования, в ходе которого были опрошены 2,5 млн наемных работников США, показали, что самыми важными для удовлетворенности работой являются:
- справедливое отношение, подразумевающее безопасность, уважение и доверие к руководству;
- достижение (ощущение значимости) — сотрудник, выполняя важную работу, хочет получать заслуженное признание и гордиться результатами;
- сотрудничество и взаимодействие с коллегами (отношения).

Если все эти потребности удовлетворены, то сотрудники довольны и лояльны компании.